# 16358 Плесецьк
16358 Плесецьк (16358 Plesetsk) — астероїд головного поясу, відкритий 20 грудня 1976 року.
Тіссеранів параметр щодо Юпітера — 3,304.